# 国際人工知能オリンピック
国際人工知能オリンピック（こくさいじんこうちのうオリンピック、略称IOAI（ International Olympiad in Artificial Intelligence）は、毎年開催される高校生を対象とした人工知能の競技会である。国際科学オリンピックの一つである。 第1回IOAIは、2024年にブルガリアで開催された。

## 概要
各国・地域の小中高生(特別支援学校含む)が参加し、各国の予選を勝ち抜いた代表が本選に派遣される。競技は最新のAI研究を題材にした問題が与えられ、実世界でのAI科学研究における問題を解決する能力を競い合う科学ラウンドと広く使われているAIツール（ChatGPT、DALL-E 2 等）を実際に活用し、AIの動作に関する科学的な問題について考察する能力を競い合う実践ラウンドの2つに分けられる。
日本においては選考応募理由とデータサイエンスにおける大会で優秀な成績を修めたことなどを証明する書類の審査を用いた予選の後、2次審査でオンラインでの面接を行い代表者を選考する。最終的に代表4名と補欠1名に絞られる。
また日本言語学オリンピック同様、国内の大会については代表権の獲得を目的としないオープン枠という形で社会人や大学生も参加可能である。